# Frio Peak
Frio Peak är en bergstopp i Antarktis. Den ligger i Östantarktis. Nya Zeeland gör anspråk på området. Toppen på Frio Peak är 2 416 meter över havet, eller 13 meter över den omgivande terrängen. Bredden vid basen är 0,62 km.
Terrängen runt Frio Peak är bergig söderut, men norrut är den kuperad. Trakten är obefolkad. Det finns inga samhällen i närheten. 